# Mora (Isabela)
Mora es un barrio ubicado en el municipio de Isabela en el estado libre asociado de Puerto Rico. En el Censo de 2010 tenía una población de 4.682 habitantes y una densidad poblacional de 760,19 personas por km².

## Geografía
Mora se encuentra ubicado en las coordenadas 18°29′6″N 67°0′51″O / 18.48500, -67.01417. Según la Oficina del Censo de los Estados Unidos, Mora tiene una superficie total de 6.16 km², de la cual 6.15 km² corresponden a tierra firme y (0.13%) 0.01 km² es agua.

## Demografía
Según el censo de 2010, había 4.682 personas residiendo en Mora. La densidad de población era de 760,19 hab./km². De los 4.682 habitantes, Mora estaba compuesto por el 85.86% blancos, el 6.51% eran afroamericanos, el 0.41% eran amerindios, el 0.15% eran asiáticos, el 4.49% eran de otras razas y el 2.58% pertenecían a dos o más razas. Del total de la población el 99.12% eran hispanos o latinos de cualquier raza.